# Giuliana di Stolberg
Giuliana di Stolberg-Wernigerode (Stolberg, 15 febbraio 1506 – Dillenburg, 18 giugno 1580) è stata una nobildonna tedesca, fu madre di Guglielmo I d'Orange detto Guglielmo il Taciturno, capo della rivolta olandese contro gli spagnoli nel XVI secolo e fondatore della casata d'Orange; ella fu quindi la Stammmutter di questa dinastia tutt'oggi regnante.

## Biografia
Giuliana nacque nel castello di Stolberg, figlia del conte Botho VIII di Stolberg-Wernigerode e di Anna di Eppstein-Königstein. Ella venne allevata secondo la religione cattolica, ma si convertì per ben due volte, dapprima al luteranesimo e poi al calvinismo.
Giuliana, assieme al suo secondo marito Guglielmo I di Nassau-Dillenburg, fu una fervente protestante ed educò i propri figli in questa linea. Dopo la morte del marito nel 1559 ella rimase nel castello di Dillenburg mentre al trono successe il suo figlio secondogenito, Giovanni VI di Nassau-Dillenburg. Sorella maggiore di Giuliana era l'influente Anna II di Stolberg, badessa di Quedlinburg, la quale portò il luteranesimo nell'abbazia sassone, convertendone il culto alla Riforma.
Per tutta la sua vita, ella rimase vicina ai propri figli, in particolar modo al primogenito Guglielmo. Quando quest'ultimo iniziò la sua ribellione contro Filippo II di Spagna ella lo supportò moralmente e finanziariamente a tal punto che grazie a lei Guglielmo fu in grado di portare a compimento positivamente la rivolta dei Paesi Bassi contro gli spagnoli.
Morì a Dillenburg nel 1580.

## Matrimoni e figli
Nel 1523 Giuliana sposò Filippo II di Hanau-Münzenberg († 1529) e da questo matrimonio nacquero cinque figli:
1. Reinhard (10 aprile - 12 aprile 1524)
2. Caterina (26 marzo 1525 - 20 agosto 1581), sposò il conte Giovanni IV di Wied
3. Filippo III di Hanau-Münzenberg (1526 - 1561)
4. Reinardo (8 aprile 1528 - 11 ottobre 1554, Béthune)
5. Giuliana (30 marzo 1529 - 8 luglio 1595), sposò il conte Tommaso di Salm-Kirburg

Alla morte del primo marito, il 20 settembre 1531, Giuliana si sposò con Guglielmo I di Nassau-Dillenburg, matrimonio dal quale nacquero dodici figli:
1. Guglielmo I d'Orange (24 aprile 1533 – 10 luglio 1584)
2. Ermanna (n. 9 agosto 1534), morta nell'infanzia
3. Giovanni (22 novembre 1536 – 28 ottobre 1606)
4. Luigi di Nassau (10 gennaio 1538 – 14 aprile 1574)
5. Maria (15 marzo 1539 – maggio 1599), sposò l'11 novembre 1556 il conte Guglielmo IV di Berg-s'Heerenberg
6. Adolfo (11 luglio 1540 – 23 maggio 1568)
7. Anna (21 settembre 1541 – 12 febbraio 1616), sposò il 16 giugno 1559 il conte Alberto di Nassau-Weilburg-Ottweiler
8. Elisabetta (25 settembre 1542 – 18 novembre 1603), sposò il 16 giugno 1559 il conte Corrado di Solms-Braunfels
9. Caterina (19 dicembre 1542 – 25 dicembre 1624), sposò il 17 novembre 1560 il conte Günther XLI di Schwarzburg-Arnstadt
10. Giuliana (10 agosto 1546 – 31 agosto 1588), sposò il 14 giugno 1575 il conte Alberto VII di Schwarzburg-Rudolstadt
11. Maddalena (15 dicembre 1547 – 16 maggio 1633), sposò il 27 gennaio 1567 il conte Volfango di Hohenlohe-Weikersheim
12. Enrico (15 ottobre 1550 – 14 aprile 1574)

Giuliana di Stolberg ebbe un totale di 123 eredi tra figli e nipoti.

## Ascendenza
|                                           |                                              |                                             | Genitori                                           |  |  | Nonni |  |  | Bisnonni                                |  |  | Trisnonni                     |  |
|                                           |                                              |                                             |                                                    |  |  |       |  |  | Bodo VII, conte di Stolberg-Wernigerode |  |  | Enrico XVI, conte di Stolberg |  |
|                                           |                                              |                                             |                                                    |  |  |       |  |  | Bodo VII, conte di Stolberg-Wernigerode |  |  | Enrico XVI, conte di Stolberg |  |
|                                           |                                              | Elisabetta di Mansfeld                      |                                                    |  |  |       |  |  | Bodo VII, conte di Stolberg-Wernigerode |  |  |                               |  |
| Enrico XIX, conte di Stolberg-Wernigerode |                                              |                                             |                                                    |  |  |       |  |  | Bodo VII, conte di Stolberg-Wernigerode |  |  |                               |  |
|                                           |                                              | Anna di Schwarzburg-Blankenburg             | Enrico XXIV, conte di Schwarzburg-Blankenburg      |  |  |       |  |  |                                         |  |  |                               |  |
|                                           |                                              | Anna di Schwarzburg-Blankenburg             | Enrico XXIV, conte di Schwarzburg-Blankenburg      |  |  |       |  |  |                                         |  |  |                               |  |
|                                           |                                              | Anna di Schwarzburg-Blankenburg             | Caterina di Brunswick-Wolfenbüttel                 |  |  |       |  |  |                                         |  |  |                               |  |
| Bodo VIII, conte di Stolberg-Wernigerode  |                                              | Anna di Schwarzburg-Blankenburg             |                                                    |  |  |       |  |  |                                         |  |  |                               |  |
|                                           |                                              | Volrado II, conte di Mansfeld               | Gebardo IV, conte di Mansfeld                      |  |  |       |  |  |                                         |  |  |                               |  |
|                                           |                                              | Volrado II, conte di Mansfeld               | Gebardo IV, conte di Mansfeld                      |  |  |       |  |  |                                         |  |  |                               |  |
|                                           |                                              | Volrado II, conte di Mansfeld               | Elisabetta di Käfernburg                           |  |  |       |  |  |                                         |  |  |                               |  |
| Margherita di Mansfeld                    |                                              | Volrado II, conte di Mansfeld               |                                                    |  |  |       |  |  |                                         |  |  |                               |  |
|                                           |                                              | Margherita di Slesia                        | Giovanni I di Slesia, duca di Sagan                |  |  |       |  |  |                                         |  |  |                               |  |
|                                           |                                              | Margherita di Slesia                        | Giovanni I di Slesia, duca di Sagan                |  |  |       |  |  |                                         |  |  |                               |  |
|                                           |                                              | Margherita di Slesia                        | Scolastica di Sassonia-Wittenberg                  |  |  |       |  |  |                                         |  |  |                               |  |
| Giuliana di Stolberg-Wernigerode          |                                              | Margherita di Slesia                        |                                                    |  |  |       |  |  |                                         |  |  |                               |  |
|                                           | Everardo III, signore di Eppstein-Königstein | Everardo II, signore di Eppstein-Königstein |                                                    |  |  |       |  |  |                                         |  |  |                               |  |
|                                           | Everardo III, signore di Eppstein-Königstein | Everardo II, signore di Eppstein-Königstein |                                                    |  |  |       |  |  |                                         |  |  |                               |  |
|                                           | Everardo III, signore di Eppstein-Königstein | Anna di Kronberg                            |                                                    |  |  |       |  |  |                                         |  |  |                               |  |
| Filippo I, conte di Eppstein-Königstein   | Everardo III, signore di Eppstein-Königstein |                                             |                                                    |  |  |       |  |  |                                         |  |  |                               |  |
|                                           |                                              | Anna di Nassau-Wiesbaden-Idstein            | Adolfo II, conte di Nassau-Wiesbaden-Idstein       |  |  |       |  |  |                                         |  |  |                               |  |
|                                           |                                              | Anna di Nassau-Wiesbaden-Idstein            | Adolfo II, conte di Nassau-Wiesbaden-Idstein       |  |  |       |  |  |                                         |  |  |                               |  |
|                                           |                                              | Anna di Nassau-Wiesbaden-Idstein            | Margherita di Baden                                |  |  |       |  |  |                                         |  |  |                               |  |
| Anna di Eppstein-Königstein               |                                              | Anna di Nassau-Wiesbaden-Idstein            |                                                    |  |  |       |  |  |                                         |  |  |                               |  |
|                                           |                                              | Luigi I di Mark-Arenberg                    | Everardo II di Mark, signore d'Arenberg            |  |  |       |  |  |                                         |  |  |                               |  |
|                                           |                                              | Luigi I di Mark-Arenberg                    | Everardo II di Mark, signore d'Arenberg            |  |  |       |  |  |                                         |  |  |                               |  |
|                                           |                                              | Luigi I di Mark-Arenberg                    | Agnese di Walcourt-Rochefort                       |  |  |       |  |  |                                         |  |  |                               |  |
| Luisa di Mark-Arenberg                    |                                              | Luigi I di Mark-Arenberg                    |                                                    |  |  |       |  |  |                                         |  |  |                               |  |
|                                           |                                              | Nicoletta d'Aspremont-Buzancy               | Goberto d'Aspremont, signore di Buzancy ed Amblise |  |  |       |  |  |                                         |  |  |                               |  |
|                                           |                                              | Nicoletta d'Aspremont-Buzancy               | Goberto d'Aspremont, signore di Buzancy ed Amblise |  |  |       |  |  |                                         |  |  |                               |  |
|                                           |                                              | Nicoletta d'Aspremont-Buzancy               | Maria de La Baume                                  |  |  |       |  |  |                                         |  |  |                               |  |
|                                           |                                              | Nicoletta d'Aspremont-Buzancy               |                                                    |  |  |       |  |  |                                         |  |  |                               |  |